# Prallhang des Neckars bei Lauffen
Prallhang des Neckars bei Lauffen ist ein Naturschutzgebiet auf dem Gebiet der baden-württembergischen Gemeinde Talheim (Landkreis Heilbronn) und der Städte Heilbronn und Lauffen am Neckar.

## Kenndaten
Das Naturschutzgebiet wurde mit Verordnung des Regierungspräsidiums Stuttgart vom 15. Februar 1984 ausgewiesen und hat gemäß Schutzgebietsverordnung eine Größe von 2,96 Hektar. Es wird unter der Schutzgebietsnummer 1.120 geführt. Der CDDA-Code für das Naturschutzgebiet lautet 165032  und entspricht der WDPA-ID.

## Lage und Beschreibung
Das Schutzgebiet liegt im Neckartal westlich bis nordwestlich von Talheim im Landkreis Heilbronn, umfasst die Prallhangseite beim dortigen Neckarknie, erstreckt sich über zwei Kilometer dem rechten Ufer und weiter talabwärts dem Unterhang entlang und schließt den Oberen Muschelkalk auf. Teile dieser Felswand wurden durch Steinbruchbetrieb vergrößert. Die Steilwand beherbergt eine Vielzahl seltener und für diesen Bereich besonders bemerkenswerter Pflanzenarten. Dazu gehören Edle Schafgarbe (Achillea nobilis), Edelgamander (Teucrium chamaedrys), Färberwaid (Isatis tinctoria), Weißer Mauerpfeffer (Sedum album), Zypressen-Wolfsmilch (Euphorbia cyparissias), Wimper-Perlgras (Melica ciliata), Gamander (Teucrium botrys), Kleiner Wiesenknopf (Sanguisorba minor) und Aufrechter Ziest (Stachys rectan).
Das NSG liegt im Naturraum 123 – Neckarbecken innerhalb der naturräumlichen Haupteinheit 12 – Neckar- und Tauber-Gäuplatten und gehört zum 1241 Hektar großen FFH-Gebiet Nr. 7021-342 Nördliches Neckarbecken.

## Schutzzweck
Wesentlicher Schutzzweck ist gemäß der Schutzgebietsverordnung die Sicherung und der Erhalt dieses geologischen Aufschlusses einschließlich der Trockenmauern mit seinen floristischen und faunistischen Begleitern.